# Перт (парафія, Нью-Брансвік)
Перт (англ. Perth) — парафія в Канаді, у провінції Нью-Брансвік, у складі графства Вікторія.

## Населення
За даними перепису 2016 року, парафія нараховувала 1082 особи, показавши скорочення на 1,3%, порівняно з 2011-м роком. Середня густина населення становила 3,4 осіб/км².
З офіційних мов обидвома одночасно володіли 150 жителів, тільки англійською — 930, тільки французькою — 5. Усього 15 осіб вважали рідною мовою не одну з офіційних.
Працездатне населення становило 45,4% усього населення, рівень безробіття — 13,6% (12,2% серед чоловіків та 13,2% серед жінок). 87,5% осіб були найманими працівниками, а 8% — самозайнятими.
Середній дохід на особу становив $32 694 (медіана $25 792), при цьому для чоловіків — $37 993, а для жінок $26 581 (медіани — $28 736 та $23 392 відповідно).
40,7% мешканців мали закінчену шкільну освіту, не мали закінченої шкільної освіти — 21,6%, 37,6% мали післяшкільну освіту, з яких 28,8% мали диплом бакалавра, або вищий, 10 осіб мали вчений ступінь.
| Статево-вікова структура населення | Статево-вікова структура населення | Статево-вікова структура населення | Статево-вікова структура населення | Статево-вікова структура населення |
| ---------------------------------- | ---------------------------------- | ---------------------------------- | ---------------------------------- | ---------------------------------- |
|                                    |                                    |                                    |                                    |                                    |
| Всього                             | Всього                             | 50,9%49,1%                         |                                    |                                    |
| 0 — 14 років                       | 0 — 14 років                       |                                    | 13,4%                              | 13,4%                              |
| 15 — 64 років                      | 15 — 64 років                      |                                    | 61,8%                              | 61,8%                              |
| 65 і більше                        | 65 і більше                        |                                    | 24,9%                              | 24,9%                              |
| 85 і більше                        | 85 і більше                        |                                    | 2,8%                               | 2,8%                               |
| Середній вік (років)               | Середній вік (років)               | 47,747,3                           | 47,5                               | 47,5                               |
| Медіана (років)                    | Медіана (років)                    | 53,152,2                           | 52,5                               | 52,5                               |
| — чоловіки — жінки                 |                                    |                                    |                                    |                                    |

| Походження мешканців:     | Походження мешканців:     | Походження мешканців: | Походження мешканців: | Походження мешканців: |
| ------------------------- | ------------------------- | --------------------- | --------------------- | --------------------- |
| Походження                |                           |                       | осіб                  | %                     |
| Корінні американці        | Корінні американці        |                       | 120                   | 11.16%                |
| Інше північноамериканське | Інше північноамериканське |                       | 430                   | 40%                   |
| Європейське               | Європейське               |                       | 770                   | 71.63%                |
| британське                | британське                |                       | 650                   | 60.47%                |
| французьке                | французьке                |                       | 185                   | 17.21%                |

| Зайнятість населення за галузями (за класифікацією NOC): | Зайнятість населення за галузями (за класифікацією NOC): | Зайнятість населення за галузями (за класифікацією NOC): | Зайнятість населення за галузями (за класифікацією NOC): | Зайнятість населення за галузями (за класифікацією NOC): |
| -------------------------------------------------------- | -------------------------------------------------------- | -------------------------------------------------------- | -------------------------------------------------------- | -------------------------------------------------------- |
|                                                          |                                                          |                                                          |                                                          |                                                          |
| Управління                                               | Управління                                               |                                                          | 6%                                                       | 6%                                                       |
| Бізнес, фінанси та адміністрування                       | Бізнес, фінанси та адміністрування                       |                                                          | 13,1%                                                    | 13,1%                                                    |
| Природничі та прикладні науки                            | Природничі та прикладні науки                            |                                                          | 3,6%                                                     | 3,6%                                                     |
| Охорона здоров'я                                         | Охорона здоров'я                                         |                                                          | 6%                                                       | 6%                                                       |
| Освіта, правозахист, муніципальні та урядові служби      | Освіта, правозахист, муніципальні та урядові служби      |                                                          | 11,9%                                                    | 11,9%                                                    |
| Роздрібна торгівля та послуги                            | Роздрібна торгівля та послуги                            |                                                          | 17,9%                                                    | 17,9%                                                    |
| Гуртова торгівля, транспорт та обладнання                | Гуртова торгівля, транспорт та обладнання                |                                                          | 22,6%                                                    | 22,6%                                                    |
| Природні ресурси, сільське господарство                  | Природні ресурси, сільське господарство                  |                                                          | 9,5%                                                     | 9,5%                                                     |
| Виробництво                                              | Виробництво                                              |                                                          | 7,1%                                                     | 7,1%                                                     |

## Клімат
Середня річна температура становить 3,2°C, середня максимальна – 21,8°C, а середня мінімальна – -18,8°C. Середня річна кількість опадів – 1 092 мм.
| Клімат поселення                              | Клімат поселення | Клімат поселення | Клімат поселення | Клімат поселення | Клімат поселення | Клімат поселення | Клімат поселення | Клімат поселення | Клімат поселення | Клімат поселення | Клімат поселення | Клімат поселення | Клімат поселення |
| Показник                                      | Січ.             | Лют.             | Бер.             | Квіт.            | Трав.            | Черв.            | Лип.             | Серп.            | Вер.             | Жовт.            | Лист.            | Груд.            |                  |
| Середній максимум, °C                         | −6,87            | −5,4             | 0,47             | 7,64             | 15,44            | 20,37            | 21,75            | 20,97            | 15,59            | 9,63             | 3,37             | −4,68            |                  |
| Середня температура, °C                       | −12,84           | −11,36           | −5,52            | 1,66             | 9,46             | 14,39            | 17,66            | 16,86            | 11,47            | 5,54             | −0,73            | −8,79            |                  |
| Середній мінімум, °C                          | −18,83           | −17,34           | −11,51           | −4,32            | 3,48             | 8,40             | 13,54            | 12,76            | 7,37             | 1,42             | −4,84            | −12,9            |                  |
| Норма опадів, мм                              | 88               | 64               | 76               | 76               | 89               | 94               | 114              | 107              | 104              | 91               | 98               | 91               |                  |
| Середньомісячна швидкість вітру, м/с          | 4.03             | 4.14             | 4.40             | 4.19             | 3.98             | 3.53             | 3.20             | 3.08             | 3.43             | 3.81             | 3.99             | 3.99             |                  |
| Середньомісячна сонячна радіація, кДж/м²·день | 5052             | 8224             | 12063            | 15629            | 18460            | 20292            | 19589            | 17324            | 12768            | 7882             | 4701             | 3906             |                  |
| --------------------------------------------- | ---------------- | ---------------- | ---------------- | ---------------- | ---------------- | ---------------- | ---------------- | ---------------- | ---------------- | ---------------- | ---------------- | ---------------- | ---------------- |
| Джерело:                                      |                  |                  |                  |                  |                  |                  |                  |                  |                  |                  |                  |                  |                  |